# Secamone elliottii
Secamone elliottii är en oleanderväxtart som beskrevs av Karl Moritz Schumann. Secamone elliottii ingår i släktet Secamone och familjen oleanderväxter. Inga underarter finns listade i Catalogue of Life.